# Olimpia Football Club
Olimpia Football Club var en professionell fotbollsklubb från Montevideo, Uruguay. Klubben grundades 1922, och slogs samman med Club Atlético Capurro 1932 för att bilda Club Atlético River Plate. 